# Béhoust
Béhoust là một xã của Pháp, nằm ở tỉnh Yvelines trong vùng Île-de-France. Người dân ở đây trong tiếng Pháp gọi là Béhoustiens.

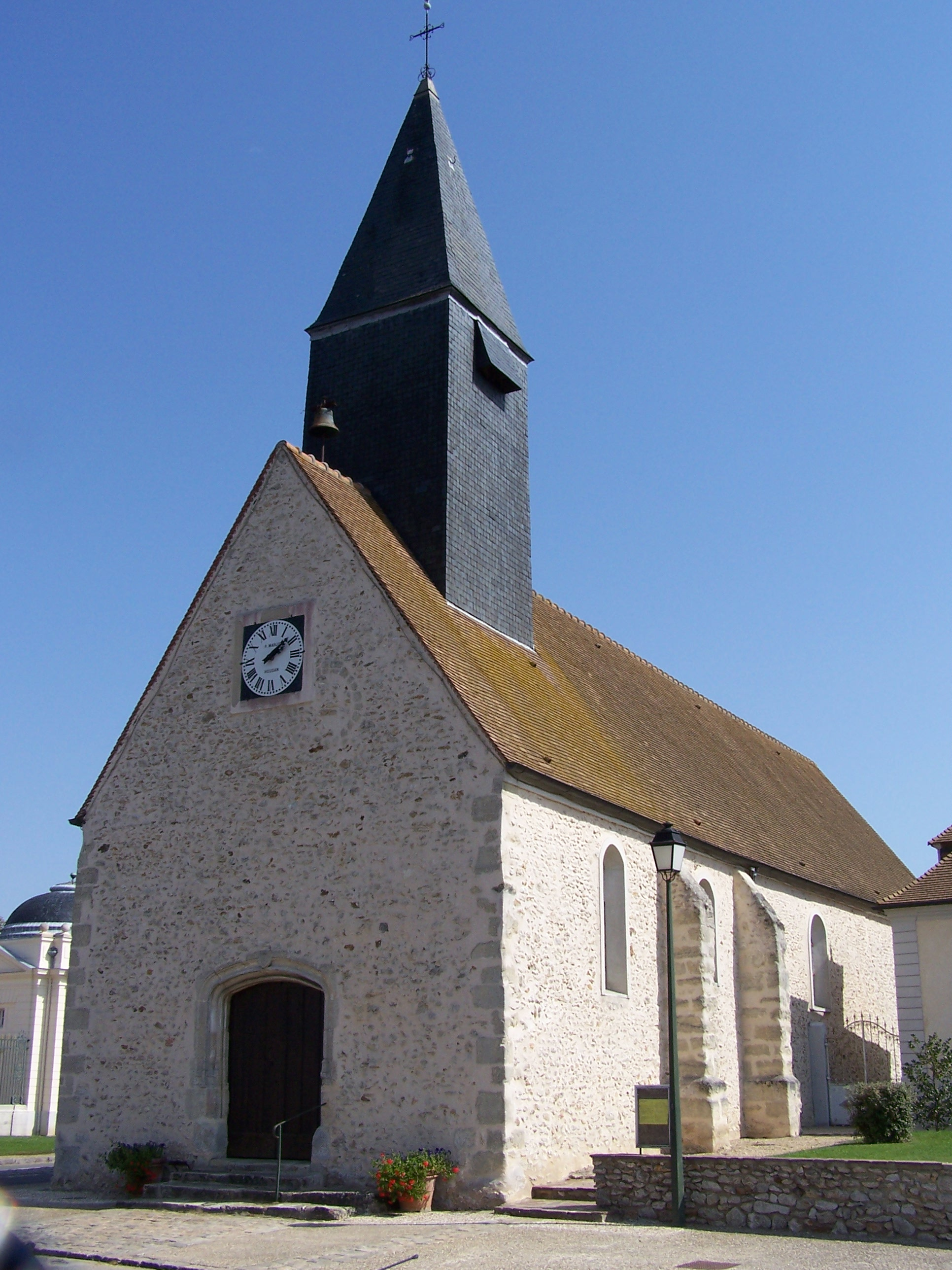
Nhà thờ

Các xã giáp ranh Béhoust: Flexanville về phía đông bắc, Garancières về phía đông, Millemont về phía nam và Orgerus về phía tây.

## Biến động dân số
| 1793 | 1800 | 1806 | 1821 | 1831 | 1836 | 1841 | 1846 | 1851 |
| ---- | ---- | ---- | ---- | ---- | ---- | ---- | ---- | ---- |
| 148  | 293  | 301  | 242  | 313  | 292  | 275  | 278  | 292  |

| 1856 | 1861 | 1866 | 1872 | 1876 | 1881 | 1886 | 1891 | 1896 |
| ---- | ---- | ---- | ---- | ---- | ---- | ---- | ---- | ---- |
| 294  | 303  | 290  | 279  | 280  | 235  | 251  | 277  | 269  |

| 1901 | 1906 | 1911 | 1921 | 1926 | 1931 | 1936 | 1946 | 1954 |
| ---- | ---- | ---- | ---- | ---- | ---- | ---- | ---- | ---- |
| 259  | 263  | 246  | 269  | 284  | 274  | 272  | 220  | 273  |

| 1962                                         | 1968 | 1975 | 1982 | 1990 | 1999 | - | - | - |
| -------------------------------------------- | ---- | ---- | ---- | ---- | ---- | - | - | - |
| 216                                          | 234  | 264  | 282  | 322  | 374  | - | - | - |
| Số liệu kể từ 1962 : dân số không tính trùng |      |      |      |      |      |   |   |   |